# Geertruida Draaisma
Geertruida (Truus) Draaisma (Makkum, 25 februari 1902 – Leeuwarden, 12 augustus 2011) was van 10 november 2010 tot haar dood, voor zover bekend, de oudste mens van Nederland. Draaisma was bij haar overlijden 109 jaar en 168 dagen oud.
Ze groeide op in Makkum, maar woonde en werkte het grootste deel van haar leven in Leeuwarden. Hier werkte ze tot haar pensionering als cheffin bij de hoedenzaak van Dechesne aan de Nieuwestad. Na haar pensionering verhuisde ze naar Den Haag. Daar woonde ze samen met haar zuster. Beiden kregen een hersenbloeding, waaraan haar zus overleed. Sinds 1993 woonde ze in verzorgingshuis De Hofwijck te Leeuwarden.
Ondanks haar hoge leeftijd was ze nog redelijk fit. Naar eigen zeggen had zij haar hoge leeftijd bereikt door stug door te blijven roken en drinken. Regelmatig keek ze nog naar de televisie of maakte ze een wandeling door het park. Haar zicht en gehoor gingen wel achteruit. Toen zij nog kind was, zou een waarzegster in Leeuwarden tegen Draaisma hebben gezegd dat ze de oudste van haar familie zou worden. Op haar 108e en 109e verjaardag kwam Ferd Crone, burgemeester van Leeuwarden, bij haar op bezoek.